# Доходный дом Гашимова
Четырехэтажный доходный дом Гашимова — дом азербайджанского миллионера Гаджи Бабы Гашимова, расположенный в городе Баку.

## История
Четырёхэтажный доходный дом Гаджи Бабы Гашимова был построен в 1908 году в Баку, по адресу улица Азиза Алиева, 11.

## Описание
Дом построен по стилистическим принципам романской архитектуры и является ярким признаком спокойной современности. Фасад здания разделен вертикальными деталями, дополненными полукруглыми арками. Романские мотивы прекрасно сочетаются с модернистскими формами. Дом сложен из цельных блоков. Изящность металлических перил балконов в стиле модерн и серьёзность форм выпуклых деталей олицетворяют широкопрофильную эклектику.